# Typologisches Modell der Erzählsituationen
Das typologische Modell der Erzählsituationen von Franz Karl Stanzel ist ein gebräuchliches Schema zur Analyse von Prosatexten, das seit den 1950er Jahren – trotz häufiger Kritik – weite Verbreitung in der Literaturwissenschaft gefunden hat. Innerhalb der Erzähltheorie ist es eines von mehreren gebräuchlichen Modellen zur Unterscheidung von Erzählperspektiven.

## Erzählsituationen

### Vorarbeiten
Für Stanzel ist der Begriff der „Mittelbarkeit“ die weitere Grundlage für die Analyse der Erzählsituation (Es). Für Stanzel, der durch binäre Oppositionen ein Ordnungssystem in die Erzähltheorie einführt, zeigt der Begriff auf, dass eine Erzählung die Welt nicht unmittelbar, sondern nur mittelbar, durch das Medium der Sprache (textuell), darstelle.
Die typische Erzählsituation wird durch die Triade Modus, Person und Perspektive konstituiert. Für die drei Konstituenten und die ihnen entsprechenden Formenkontinua können die binären Oppositionen dargestellt werden:
| Konstituenten                | Binäre Opposition                               | Bedeutung                                   |
| ---------------------------- | ----------------------------------------------- | ------------------------------------------- |
| Formenkontinuum: Modus       | Opposition: Erzähler – Nichterzähler            | Reflektor                                   |
| Formenkontinuum: Person      | Opposition: Identität – Nichtidentität          | Seinsbereiche des Erzählers und der Figuren |
| Formenkontinuum: Perspektive | Opposition: Innenperspektive – Außenperspektive | Perspektivismus – Aperspektivismus          |

Der Erzähler ist eine „Stimme“, die dem Leser die Geschichte erzählt. Ein Erzähler kann verschiedene Einstellungen einnehmen, um zu erzählen. Diese Einstellungen kennzeichnen ein literarisches Werk. Es wird  in vier verschiedene Erzählperspektiven (auktoriale, personale, neutrale sowie die spezielle Form der Ich-Erzählung) unterschieden:
Der auktoriale Erzähler hat eine allwissende Einstellung zur fiktiven Welt und eine absolute durchsichtige Draufsicht auf das erzählte Geschehen. In seiner auktorialen Einstellung weiß er alles über die handelnden Figuren, Orte und Zeitzusammenhänge in einem literarischen Werk. Hierdurch kann der auktoriale Erzähler werten, akzentuieren und kommentieren, er weiß mehr als die Figuren, die in der Geschichte handeln, und er kann versprachlichen, was sie denken und fühlen. Ferner kann er Geschehnisse vorwegnehmen oder in Rückblenden den Hintergrund der Handlung erläutern und Zusammenhänge erklären.
Der personale Erzähler hingegen weiß nicht alles. Der personale Erzähler beschreibt das Ganze der Geschichte aus der Sicht einer einzelnen oder mehrerer Figuren des Textes, aber er kommentiert und interpretiert das Geschehen nicht direkt.
Der neutrale Erzähler hingegen erzählt eine Geschichte nicht aus der Sicht einer Figur oder kommentiert das Geschehen, vielmehr beschreibt er nur, was äußerlich wahrnehmbar ist.
Der Ich-Erzähler hat eine Sonderstellung, so berichtet er über das Geschehen aus der Ich-Form. Diese Einstellung kann durchaus Merkmale der anderen Erzählperspektiven aufweisen.

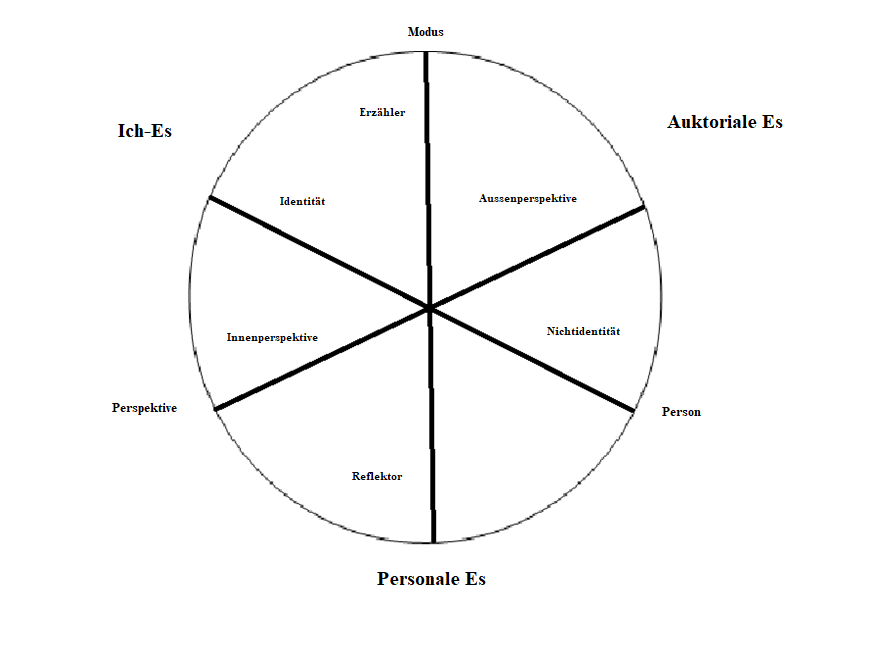
Darstellung von Franz K. Stanzels kleinem Typenkreis, modifiziert aus Theorie des Erzählens. (1995) Die Konstituenten sind die kräftigeren Linien, welche die Kreissehnen bilden. „Es“ entspricht abgekürzt der „Erzählsituation“.

### Der Typenkreis
Stanzel sieht im Typenkreis ein konstruiertes Schema, das dem besseren Verständnis der erzähltheoretischen Erscheinungen dient. Drei Grundpositionen, die konstitutiv sind, bilden die Basis der typischen Erzählsituation: Person, Perspektive und Modus und ihre Zuordnung im System der Erzählformen. In der Darstellung der drei Oppositionen als Endpunkte der drei Hauptachsen im Typenkreis wird angezeigt, welches Element der Erzählsituation dominant und welches subdominant ist.
Stanzel ordnet die drei Typen von Erzählsituationen in einem Typenkreis an, so dass alle drei aneinander angrenzen und sich überlappen. Es handelt sich dabei um komplexe Idealtypen, die verschiedene Einzelmerkmale miteinander verknüpfen.
Jeder Typus ist durch eine bestimmte Kombination folgender Merkmale gekennzeichnet:
ErzählmodusEs gibt entweder eine Erzählerfigur, die dem Leser die Handlung selbst vermittelt (auktorial/Ich), oder eine Reflektorfigur, die dem Leser als handelnde Person nahe ist, aber vom Erzähler getrennt ist (personal).
PersonDie Seinsbereiche (Erlebniswelten) von Erzähler und Figuren sind identisch (Ich), oder sie sind voneinander getrennt, das heißt, der Erzähler bewegt sich nicht in derselben Welt wie seine Figuren (auktorial/personal).
PerspektiveEntweder Außenperspektive (auktorial), Innenperspektive (Ich) oder eine Mischung aus beidem (personal).
Die Typen sind als deskriptiv (beschreibend) und analytisch zu verstehen, nicht als normativ oder vorschreibend, das heißt, nicht wie ein Ideal, dem einzelne Texte mehr oder weniger genügen, sondern als Werkzeug zur Analyse von Texten. Individuelle Erzählungen können von den Idealtypen mehr oder weniger abweichen und durchaus auch Abwandlungen und Mischformen von Typen aufweisen. Die Abweichung ist also nicht negativ zu bewerten, sondern zeigt die Vielfalt von Erzählsituationen auf.

### Auktoriale Erzählsituation
In der auktorialen Erzählsituation gehört der Erzähler (auktorialer Erzähler) selbst nicht zu der Geschichte, die er erzählt, sondern tritt deutlich als Urheber und Vermittler der Geschichte in Erscheinung. Der Erzähler tritt gewissermaßen in eine „Er/Es-Perspektive“: Jemand erzählt allwissend die Geschichte einer oder mehrerer Figuren. Der Erzähler ist also selbst nicht Teil der dargestellten Welt, sondern schildert sie „allwissend“ von außen, weswegen er auch oft als allwissender Erzähler bezeichnet wird. So kann er etwa Zusammenhänge mit zukünftigen und vergangenen Ereignissen herstellen, diese kommentieren und Wertungen (Erzählerrede) abgeben, Handlungen verschiedener Figuren zur gleichen Zeit an unterschiedlichen Orten schildern usw. Generell weiß er mehr als seine Figuren, er kennt deren Gedanken- und Gefühlswelt und sieht die Situation aus einer anderen Perspektive.
Grundlegend ist dabei, dass Erzähler, Figuren und Leser – im Gegensatz zur antiauktorialen Erzählsituation – ein Wertesystem teilen, so dass die Identifikation des Lesers mit der Hauptfigur leicht erreicht wird. Die Aussagen des auktorialen Erzählers sind also immer wahr, glaubhaft und entsprechen dem gesellschaftlichen Konsens der Entstehungszeit.
Zwar tritt auch manchmal in der Figurenrede in Dialogen ein personales Moment auf, doch bleibt trotz dieses Kunstgriffs der Gestus auktorial. Die Figurenrede kann in Form von indirekter und direkter Rede erfolgen.
Auch kann der Erzähler behaupten, nicht mehr zu wissen als der Leser. In dieser Erzählsituation treten dann häufig selbstreflexive Wendungen auf, in denen der Erzähler das Geschichtenerzählen selbst thematisiert, den Leser narrt, belehrt usw. In den erzählten Textstellen ist die 3. Person („er“ / „sie“) vorherrschend. Die Grundform der auktorialen Erzählsituation ist die berichtende Erzählweise. Dieser gegenüber tritt die szenische Darstellung, die in derartigen Romanen auch genutzt werden kann, zurück.

„Es war einmal ein Prinz, der wollte eine Prinzessin heiraten. Aber das sollte eine wirkliche Prinzessin sein. Da reiste er in der ganzen Welt herum, um eine solche zu finden, aber überall fehlte etwas. Prinzessinnen gab es genug, aber ob es wirkliche Prinzessinnen waren, konnte er nie herausfinden. Immer war da etwas, was nicht ganz in Ordnung war. Da kam er wieder nach Hause und war ganz traurig, denn er wollte doch gern eine wirkliche Prinzessin haben.“

„Seit der Schwedenzeit waren die Wutze Schulmeister in Auenthal, und ich glaube nicht, daß einer vom Pfarrer oder von seiner Gemeinde verklagt wurde. Allemal acht oder neun Jahre nach der Hochzeit versahen Wutz und Sohn das Amt mit Verstand – unser Maria Wutz dozierte unter seinem Vater schon in der Woche das Abc, in der er das Buchstabieren erlernte, das nichts taugt.“

Der Begriff leitet sich vom lateinisch auctor ‚Vermehrer‘ ‚Urheber‘ her.

### Personale Erzählsituation
Dieser Gestus tritt eigentlich erst im Roman der Moderne, z. B. bei Kafka, zutage. Die Anwesenheit des Erzählers wird dem Leser nicht bewusst. Die Erzählung erfolgt in der dritten Person, jedoch aus der subjektiven Sicht erzählter Personen. Der Leser nimmt die Erzählung aus Sicht einer bestimmten Figur, der so genannten Reflektorfigur (oder auch persona), wahr. Die Seinsbereiche von Erzähler und Figur sind jedoch nicht identisch. In den erzählten Passagen ist die dritte Person („er“/„sie“) vorherrschend, es wird aber vorwiegend aus der Innenperspektive der Reflektorfigur erzählt. Daher sind Voraussagen oder Wissen darüber, was andernorts geschieht, eher nicht zu erwarten bzw. den Aussagen des Erzählers ist nicht zu trauen. Der Leser erhält nur eingeschränkten Einblick in die Gefühls- und Gedankenwelt der Figuren: Gefühle und Gedanken einer bestimmten Figur der Erzählung (der Reflektorfigur) werden bekannt.
Dadurch wird entgegen dem auktorialen Gestus die Identifikation verhindert und der Leser ist gezwungen, statt die Position des Erzählers zu übernehmen, diese in Frage zu stellen und selbst ein Urteil zu fällen. Es herrscht also kein Wertekonsens mehr zwischen Erzähler, Figur und Leser.

„Zunächst wollte er ruhig und ungestört aufstehen, sich anziehen und vor allem frühstücken, und dann erst das Weitere überlegen, denn, das merkte er wohl, im Bett würde er mit dem Nachdenken zu keinem vernünftigen Ende kommen. Er erinnerte sich, schon öfters im Bett irgendeinen vielleicht durch ungeschicktes Liegen erzeugten, leichten Schmerz empfunden zu haben, der sich dann beim Aufstehen als reine Einbildung herausstellte, und er war gespannt, wie sich seine heutigen Vorstellungen allmählich auflösen würden.“

„Anfangs drängte es ihm in der Brust, wenn das Gestein so wegsprang, der graue Wald sich unter ihm schüttelte und der Nebel die Formen bald verschlang bald die gewaltigen Glieder halb enthüllte; es drängte in ihm, er suchte nach etwas, wie nach verlornen Träumen, aber er fand nichts. Es war ihm alles so klein, so nahe, so naß; er hätte die Erde hinter den Ofen setzen mögen.“

Im modernen Roman werden dem Literaturwissenschaftler Stanzel zufolge mit der stärkeren Differenzierung von Erzähler- und Figurensprache die Zitate aus der Figurensprache deutlicher vom auktorialen Bericht abgehoben und treten stärker in den Vordergrund, d. h. die personalen Erzählelemente nehmen auf Kosten der auktorialen zu. Je häufiger derartige „Zitate“ der Figurensprache auftreten und je stärker sie als figurale Rede gekennzeichnet werden, desto ausgeprägter tritt das personale Element in der Erzählung hervor.

#### Weitere bedeutende Beispiele
- Charles Dickens: Oliver Twist (1837–1839)
- Gustave Flaubert: Madame Bovary (1856)
- James Joyce: Ulysses (1922; nur der erste Teil dieses Romans ist personal geschrieben), Finnegans Wake (1939)
- Arthur Schnitzler: Traumnovelle (1925)
- Virginia Woolf: Mrs. Dalloway (1925)[13]
- Alfred Döblin: Berlin Alexanderplatz (1929)
- D. H. Lawrence: Lady Chatterley (1929)
- Paul Bowles: Himmel über der Wüste (1949)
- Ernest Hemingway: Der alte Mann und das Meer (1952)
- Patricia Highsmith: Salz und sein Preis (1952)
- Boris Pasternak: Doktor Schiwago (1957)
- Patrick Süskind: Das Parfum (1985)
- Joanne K. Rowling: Harry-Potter-Serie (1997 ff.)
- William Faulkner: Absalom, Absalom (1936); Licht im August (1932)

### Ich-Erzählsituation
In der Ich-Erzählsituation ist der Erzähler mit einer Figur der Erzählung meist identisch, er tritt also mit in die Handlung ein. Man spricht hier von der Identität der Seinsbereiche von Erzähler und Figuren. Das „erzählende Ich“ ist jedoch oftmals die erfahrenere und reifere Version des „erlebenden Ichs“ oder „erzählten Ichs“. Allerdings ist zu beachten, dass ein Ich-Erzähler unterschiedlich stark am erzählten Geschehen beteiligt sein kann, z. B. in der Rolle eines mehr oder minder beteiligten Beobachters eines Geschehens bzw. als Nebenfigur.
Direkte Rede, auch ohne Kennzeichnung durch besondere Satzzeichen oder redeeinleitende Sätze, Darstellung subjektiver Gefühlszustände, Meinungen und Sichtweisen, all dies sind recht typische, zu erwartende Merkmale einer Ich-Erzählung. Der Ich-Erzähler hat dagegen oft keine kritische Distanz zu seiner Erzählung.
Diese Erzählsituation erscheint natürlich. Wenn jemand erzählt, was ihm passiert ist, spricht er ebenfalls aus der Ich-Perspektive. In der Regel ist diese Perspektive besonders geeignet, ein Identitätsgefühl mit dem Erzähler beim Leser zu wecken. Das Gefühl also, der Leser erlebe selbst, was dem Erzähler als Figur des Textes geschieht.

„Nennt mich Ismael.“

„Ich war zwar ganz allein und auf mich selbst angewiesen; aber ich hatte gute Waffen und ein ausgezeichnetes Pferd, auf welches ich mich verlassen konnte. Auch kannte ich die Gegend oder die Gegenden genau, die ich zu durchreiten hatte, und sagte mir, daß es für einen erfahrenen Westmann leichter sei, allein durchzukommen, als in Begleitung von Leuten, auf die er sich nicht vollständig verlassen kann.“

„Wir starteten in La Guardia, New York, mit dreistündiger Verspätung infolge von Schneestürmen. Unsere Maschine war, wie üblich auf dieser Strecke, eine Super-Constellation. Ich richtete mich sofort zum Schlafen, es war Nacht.“

Auch Ich-Erzähler können sich „allwissend“ geben, tief in die Gedanken- und Gefühlswelt der Figuren eindringen und jedes ihrer Geheimnisse kennen, wie in Prousts Auf der Suche nach der verlorenen Zeit. Eine weitere Sonderform der Ich-Erzählung ist ein „Innerer Monolog“, in dem die Bewusstseinsinhalte einer Figur (scheinbar) ohne Distanz vermittelt werden (siehe Schnitzlers Lieutenant Gustl (1901) oder Fräulein Else (1924)). Eine Sonderform des inneren Monologs ist der Bewusstseinsstrom (stream of consciousness), in dem der Gedankenfluss in Reinform dargestellt werden soll, was bis zur Auflösung grammatikalischer Formen führen kann (siehe dazu den Monolog der Molly Bloom in Joyce’ Ulysses (1922)). Eine – sehr seltene – Variante des inneren Monologs ist eine Art Selbstgespräch in der Du-Form (Michel Butor: La modification. 1957).

#### Weitere bedeutende Beispiele
- Mark Twain: Die Abenteuer des Huckleberry Finn (1885)
- Marcel Proust: Auf der Suche nach der verlorenen Zeit (1913–1927)
- F. Scott Fitzgerald: Der große Gatsby (1925)
- Albert Camus: Der Fremde (1942)
- J. D. Salinger: Der Fänger im Roggen (1951)
- Thomas Mann: Bekenntnisse des Hochstaplers Felix Krull (1954)
- Vladimir Nabokov: Lolita (1955)
- Harper Lee: Wer die Nachtigall stört (1960)
- Günter Grass: Die Blechtrommel (1959)
- Sylvia Plath: Die Glasglocke (1964)
- Kurt Vonnegut: Schlachthof 5 oder Der Kinderkreuzzug (1969)
- Haruki Murakami: Naokos Lächeln (1987)
- Bernhard Schlink: Der Vorleser (1995)

## Kritik an Stanzels Modell
Viele Erzähltheoretiker nehmen kritische Positionen Stanzels Konzept gegenüber ein. „Mehrfach wurde die instrumentelle Brauchbarkeit von Stanzels Beschreibungsmerkmalen anerkannt, die theoretisch-systematische Grundlegung aber bemängelt.“
Im Wesentlichen lassen sich drei Richtungen der Kritik an Stanzel ausmachen. Eine dieser Richtungen beurteilt Stanzels Typenbildung als analytisch unzureichend. Diese Kritikrichtung wird von Gérard Genette vertreten. Eine weitere Kritik, vertreten etwa durch die US-amerikanische Germanistin Dorrit Cohn, schlägt innerhalb des durch Stanzel vorgegebenen Rahmens Veränderungen vor, ohne die Systematik grundsätzlich infrage zu stellen. Eine dritte Kritik besteht in der fehlenden Einbettung in eine übergreifende historische Dimension. Diese Richtung wird etwa durch Robert Weimann vertreten.
Es wird dem Modell, etwa durch Jochen Vogt, zugestanden, dass es zwar auf sehr genauen Beobachtungen einer großen Anzahl narrativer Texte beruhe, aber kein eigentliches System bilde. Genau dieser nichtsystematische Charakter von Stanzels Modell steht bei Vogt im Verdacht, zu dessen Brauchbarkeit und Beliebtheit für direkte Textinterpretationen beizutragen, zudem habe Stanzels Modell seinen praktischen Wert als „eine Art erzähltheoretischer Werkzeugkasten“.